# أصدقاء إسرائيل في مصر (كتاب)
كتاب أصدقاء إسرائيل في مصر هو كتاب صدر للكاتب المصري الشاب محمود عبده في أكتوبر 2012 عن دار جزيرة الورد بالقاهرة.
الكتاب يتكون من قسمين رئيسيين، فالأول قسم نظري يُعَرِّف التطبيع مع الدولة الصهيونية ويشرح تاريخه وسياقه وذرائع المطبعين. وأما القسم الثاني فيضم سيرة 50 شخصية مصرية عامة وقعت في التطبيع من الستينيات وحتى صدور الكتاب بجانب شخصيات أخرى أقل شهرة أو أقل تطبيعاً.

## محتوى الكتاب
- مفهوم التطبيع ومظاهر خطورته
- ذرائع المطبعين
- المطبعون

## الشخصيات الواردة بالكتاب
يمكن تصنيف الشخصيات الواردة بالكتاب حسب مجال عملها أو شهرتها.

### شخصيات سياسية واقتصادية وأمنية
- مصطفى خليل
- أسامة الباز
- يوسف والي
- بطرس بطرس غالي
- عمرو موسى
- كمال الجنزوري
- ماهر أباظة
- رشيد محمد رشيد
- فاروق حسني
- مفيد شهاب
- أمين أباظة
- ميرفت التلاوي
- أسامة الغزالي حرب
- أيمن نور
- مصطفى كامل مراد
- آل دياب
- آل ساويرس
- جلال الزوربة
- علاء عرفة
- سعيد الطويل
- حسين سالم
- محمد نسيم
- عمر سليمان

### شخصيات ثقافية وفنية وإعلامية ودينية
- نجيب محفوظ
- توفيق الحكيم
- أنيس منصور
- علي سالم
- لطفي الخولي
- عبد العظيم رمضان
- سعد الدين إبراهيم
- عبد الستار الطويلة
- حسين فوزي
- أحمد حمروش
- عبد المنعم سعيد
- هالة مصطفى
- طارق حجي
- أحمد زويل
- مكرم محمد أحمد
- صلاح منتصر
- عمرو عبد السميع
- حسين سراج
- حازم عبد الرحمن
- محمد سيد طنطاوي
- محمود عاشور
- علي السمان
- لينين الرملي
- عمر الشريف
- حسام الدين مصطفى
- إيهاب نافع
- عادل إمام

## وصلات خارجية
- محمود عبده يكشف عن اصدقاء إسرائيل في مصر مع مجدى طنطاوى في القاهرة الان.